# Heilig Kind Achaz

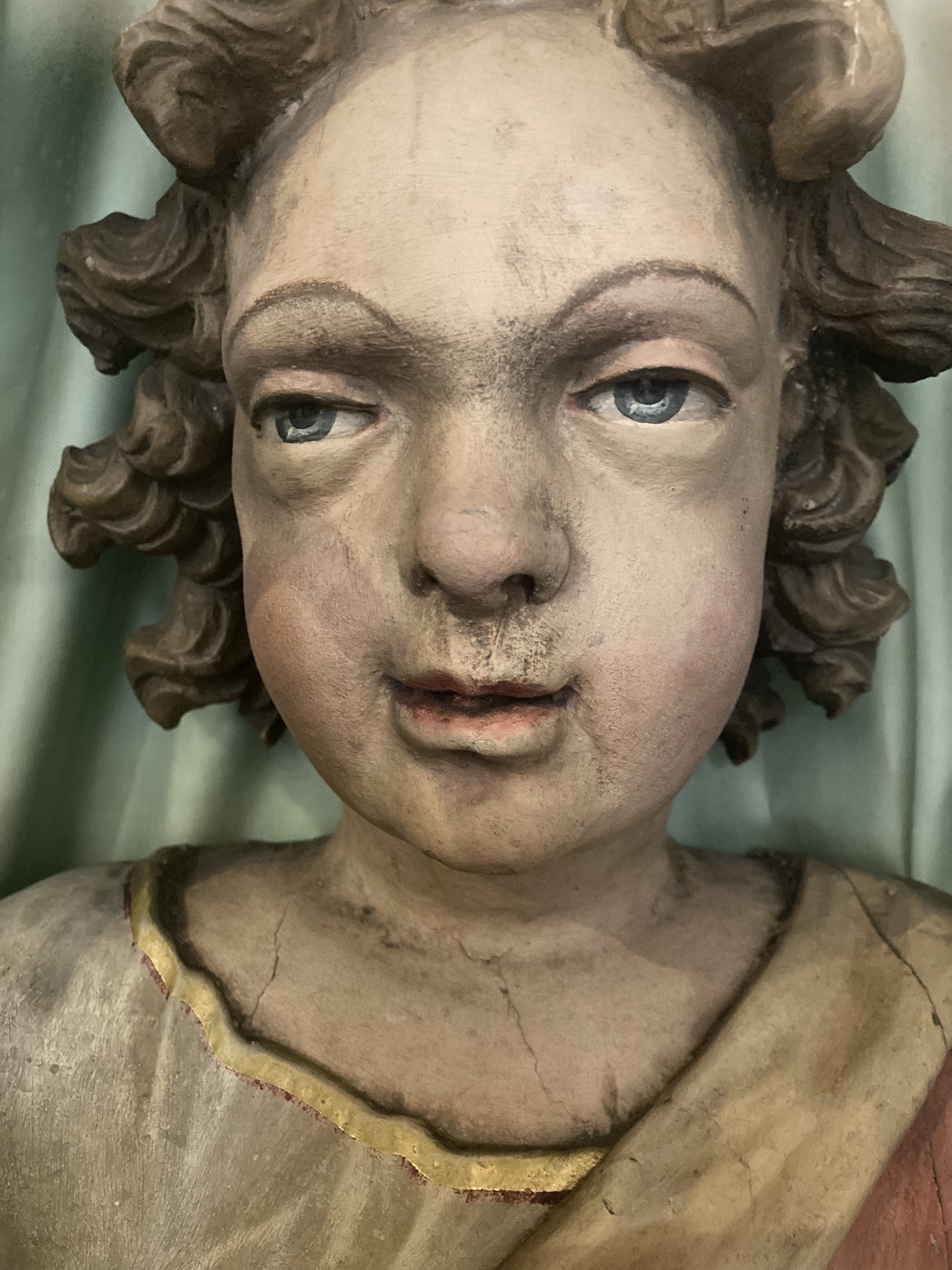
Borstbeeld van het Heilig Kind Achaz in de Sint-Pieterskerk in Torhout

Achaz van Torhout, bekend als het Heilig Kind Achaz (gestorven in 1220) is een lokaal in Torhout vereerde heilige.

## Geschiedenis
Volgens de overlevering werd Achaz geboren in de herberg "De Zwaan" aan de overkant van de kerk van Torhout. Toen hij eens enkele franciscanen zag voorbijgaan, was hij daar zo onder de indruk van, dat hij aan zijn ouders zo'n bruin habijt vroeg. Toen men hem uitlegde dat daar een sobere levensstijl, armoede en versterving bij paste, dan wilde hij dat ook. Hij kreeg een bijna lichamelijke afkeer van geld en weelde. Hij begon te preken voor de andere kinderen en het geloof aan hen uit te leggen. Hij leerde hen vooral het Weesgegroet te bidden. Hij werd ziek en op zijn ziekbed vroeg hij om de eerste communie te mogen ontvangen. Omdat hij nog te jong was, werd hem dit echter geweigerd.
Na zijn dood trad zijn vader in bij de dominicanen en zijn moeder bij de cisterciënzerinnen.
Voor de eerste maal werd het heiligenleven van Achaz opgeschreven door de Brabantse geestelijke Thomas van Cantimpré (13e eeuw); het stichtelijk leven van Achaz stelde hij als moreel voorbeeld voor in zijn Biënboec of Bijenboek. Latere hagiografen citeerden Thomas van Cantimpré. Dit was zeker het geval in de 16e eeuw waar het heiligenleven uit de vergetelheid werd opgerakeld. Tijdens de jaren van de Franse bezetting in de Zuidelijke Nederlanden werden de 16e-eeuwse versies verbonden met een 'vondst' van relikwieën in Torhout, zodat een lokale verering startte.
Zijn relikwieën bevinden zich in de Sint-Pietersbandenkerk (Torhout). De moderne glasramen boven het portaal van de kerk tonen het heilig kind Achaz tussen zijn ouders. Zijn feestdag wordt gevierd op 11 juni, in navolging van de feestdag van de heilige Rembertus van Torhout.

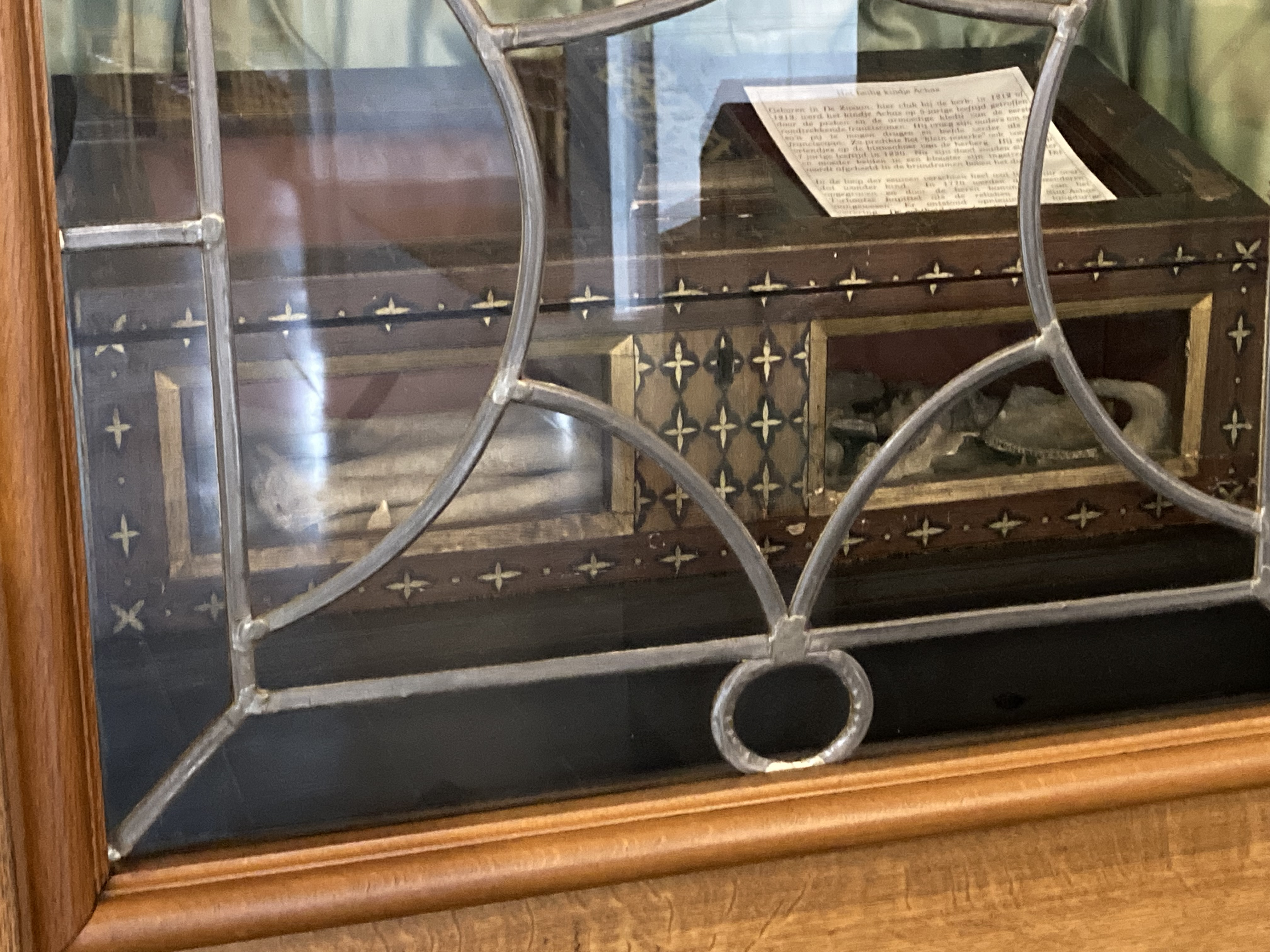
Relikwieën van het heilig kind Achaz in de Sint-Pieterskerk in Torhout

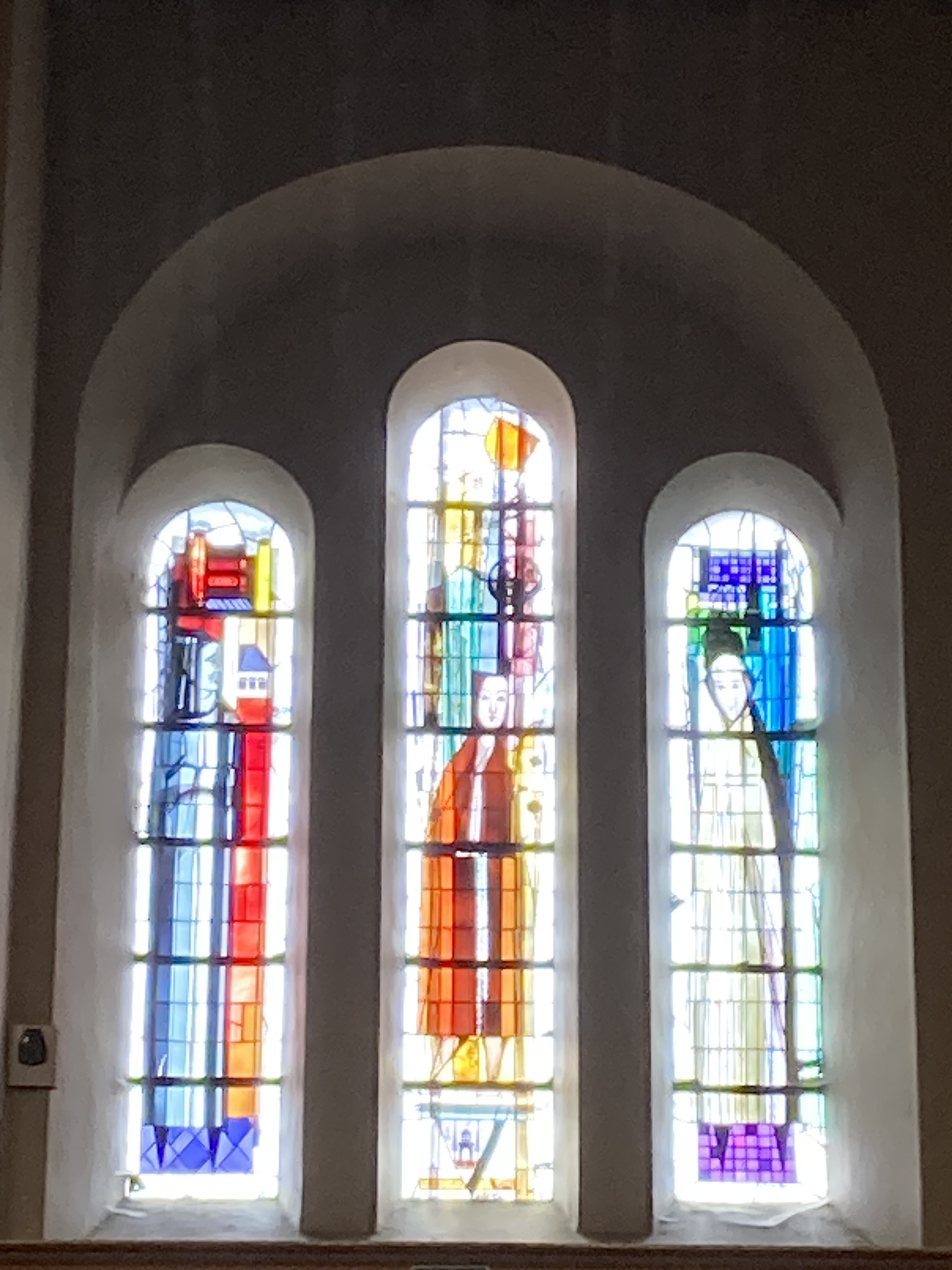
Glasraam in de Sint-Pieterskerk in Torhout met het heilig Kind Achaz tussen zijn ouders.